# 燃えあがる緑の木
『燃えあがる緑の木』（もえあがるみどりのき）は、大江健三郎の長編小説である。四国の森の奥の谷間の村を舞台にして、「魂のこと」をおこなう新興宗教の集団の勃興から解散までの過程が描かれる。原稿用紙2,000枚に及ぶ大江の最も長い長編小説である。

## 概要
掲載・出版は以下の通りである。
- 第一部 「救い主」が殴られるまで 『新潮』1993年9月、同年11月単行本、1998年1月新潮文庫
- 第二部　揺れ動く（ヴァシレーション） 『新潮』1994年6月、同年8月単行本、1998年2月新潮文庫
- 第三部　大いなる日に 『新潮』1995年3月、同月単行本、1998年3月新潮文庫

第一部の発表時に読売新聞に掲載されたインタビューで、大江は執筆の意図についてこう述べていた。
「信仰対象となる人物のいない時代、そもそも既成宗教の基盤がない国で魂の問題を解決するには、自分たちで宗教のようなものをつくるしかない、と考える人たちの話です。」「理知の力で考えを突き詰め、神の理知に近づく。そんな魂の救済、信仰を具体化する人物を描いていきたい。」
後年、インタビューにおいて本作を振り返ってこう述べている。
「しかし小説を書き終える時分に私の辿りついた結論は、「文学の言葉は、祈りの言葉にはならない」ということなんです。祈りは、究極においてやはり言葉にはならないものではないか。その結論に行き着くために、さかんに労役を重ねて、祈りの言葉を作ろうとつとめたが何もできなかった者らを書いた、という気がいまではします。」
「私もね、なんとか自分の祈りの言葉を作ってみようとはしたんです。しかし、どうしても祈りの言葉にはならない。結局、祈りというものは……私ら宗教を持たない人間にはとくにそうですが、究極において言葉にならないものじゃないかと考え始めた。そして先ほどいいましたが、パウロの手紙の中でもよく知られている、古い翻訳でいうと「かくのごとく御霊もわれらの弱きを助け給う」というところの、「われらの弱きを助け給う」というのが好きだった。そして「われらはいかに祈るべきかを知らざれども、御霊自ら言い難き嘆きをもて執り成し給う」という、この「執り成し給う」というところも好きでした。言葉にできない祈りを持っている人間が、どうしても祈りたくなる気持ちというものを、結局小説に書いていくことにしたんです。それらの弱い人間を助けて、なにものかに執り成してくれるものを探すようにして……」
本作の総タイトル『燃えあがる緑の木』はイェーツの詩”Vacillation”の詩句から採られており、大江はこう説明している。
「『燃えあがる緑の木』という総タイトルはイエーツの詩の引用です。燃えている方は精神、ぬれる緑の葉は肉体。ほかにも偶然と必然、歴史と現在、一瞬と永遠など、ある矛盾したものが共存しているのが人間であり、世界である。その象徴として一本の木を彼（注:イェーツ）はイメージした。」
「小説を書きながら、自分が肉体的、現世的なものと、精神的なもの、魂のこととの間を揺れ動いているという気持ちはずっとありました。イエーツに「Vacillation」という詩があって、それは人間の存在の状態を一本の木で表しています。片側には緑が茂っている……それは肉体や現実生活。もう片側は燃えあがっている。天に向かって上昇している。その天に向かっている片側は、人間の祈り、精神的な希求を表す。それらの二側面が一緒になって人間を作っているんだ、という詩。ヴァシレーションとは、ＡとＢの二つの極の間を揺れ動くわけですが、振り子のようにではなくて、しばらくＡの極にいる、それから突然、バッとＢに移る。そしてしばらく経ってまたＡへ、と行く。その動き方らしい。イエーツの全詩集のコメンタリーを読んでそれを教わって、これは私の心の状態そのままの動きだと感じました。」
第二部の発表後、大江はノーベル文学賞を受賞した。また完結直後にオウム真理教地下鉄サリン事件が起き、予言的作品と言われることがある。
大江はこの作品を「最後の小説」としていたが、1996年、友人であった武満徹の死を契機に考えを変え、告別式において新作を捧げる発言をし、1999年の『宙返り』で小説執筆を再開した。

## あらすじ
本作は「さきのギー兄さん」による四国の森の谷間の村における「根拠地」運動が語られた『懐かしい年への手紙』の後日譚にあたる。
森の谷間の村を舞台に、新興宗教の勃興から瓦解までの動きが、もとは男性であったが「転換」をへて女性となった両性具有の主人公サッチャンの目を通して描かれる。

### 第一部 「救い主」が殴られるまで
百年近く生きた村の長老の女性オーバーが死の真際に「新しいギー兄さん」(以下、ギー兄さん)を指名する。
ギー兄さんは大学の初年時に暴力的な新左翼の党派と関わってしまい、その後、姓を変えて別の大学に再入学・卒業して出版社で働いていたが、「魂のこと」をしたいと発心して父親の故郷の森の谷間の村で暮らすようになっていた。
オーバーが亡くなるとギー兄さんはオーバーの葬儀を森の谷間の村に残る伝承の通りに執り行う。オーバーの魂が手渡されたとされるギー兄さんは手かざしによる治療を行うようになる。ギー兄さんはオーバーの地所を相続しているため農業経営を中心とした事業も受け継ぐ。
周りに治癒を求める人々が集まり始めるがギー兄さんの癒しの業は、地域の住民から偽物と糾弾される。糾弾の場で袋叩きにあったギー兄さんをサッチャンが治療する。その際にギー兄さんと語り手のサッチャンは性的に結ばれる。
サッチャンはギー兄さんが「救い主」であると認める。そして孤立無援の「救い主」を支えることに「転換」の意味があったと悟る。

### 第二部 揺れ動く(ヴァシレーション)
周辺住民やジャーナリズムのギー兄さんへの攻撃は続く。
しかしギー兄さんを中心とした「教会」では、改悛したかつての糾弾者の亀井さん、サッチャンの旧い知り合いで日系アメリカ人研究者ザッカリー・K・高安、よそから農場へやってきた若者・伊能三兄弟、など賛同者が増え始める。
亀井さんの提案で、「教会」は「福音書」を作り始める。書物などから意味のある言葉を集めて、コラージュにして、集会のハンドブックとすることにする。
ギー兄さんの父親で、この土地出身の元・外交官の「総領事」は、癌を抱えて帰郷して、最後の日々を「教会」とともに過ごすが、ついに亡くなる。
ある日音楽会が開かれる。「教会」の今後の展望についてのギー兄さんの説教に皆の注目が集まるが、ギー兄さんは頭を抱えてうずくまり何も喋ることができない。
サッチャンは失望して教会を離れる。

### 第三部 大いなる日に
「教会」を離れたサッチャンは、作家のK伯父から提供された伊豆の別荘で、K伯父に薦められた矢内原忠雄『アウグスチヌス「告白」講義』を読みながら、自身を毀損するようにセックスに耽る日々を送っている。
そこに、ギー兄さんが、彼が学生時代に関わりをもった新左翼の党派から襲撃を受けた、という知らせがくる。サッチャンは「教会」に戻る。襲撃を受け足を痛めて車椅子に乗るようになり、癲癇も発症したギー兄さんは、精神的に遥かに大きな存在となっていた。
しかし、大きくなっていく「教会」と外部との緊張が高まっていく。教会内でも、教会の本拠地を固めようと考える伊能三兄弟が主導する「農場」のグループと、布教を進めたいと考える土地の寺の住職・松男さんが率いる「巡礼団」の対立が生じる。
分裂の危機を迎える教会のメンバーに、ギー兄さんは「教団の本拠」という考えを否定する。「本当に魂のことをしようとねがう者は、水の流れに加わるよりも、一滴の水が地面にしみとおるように、それぞれ自分ひとりの場所で、「救い主 」と繫がるよう祈るべきなのだ 」ギー兄さん自身は「救い主」ではない。「ピンチの中継ぎ投手」のように「救い主」への「繋ぎ」である。
ギー兄さんは農場経営を伊能三兄弟に譲り渡す。ギー兄さんとサッチャンは、「さきのギー兄さん」のテン窪大檜を燃やす。ギー兄さんとサッチャンは結ばれてサッチャンは身籠もる。
翌日、ギー兄さんは巡礼の一団に加わるが、新左翼の党派の襲撃をまたも受けて死ぬ。
教団は「流れ解散」する。「おのおのが辿り着く場所で、一滴の水のように地面にしみ込むことを目指そう！Rejoice！」

## 登場人物
サッチャン
語り手。もとは男性だったのが「転換」をへて女性となった両性具有の若者。
ギー兄さん
オーバーの指名で、さきのギー兄さん（『懐かしい年への手紙』）の後継者となり「救い主」と呼ばれる。彼を中心に教会が形成される。
オーバー
村の長老的女性。オーバーの死から物語が始まる。
総領事
ギー兄さんの父親で元外交官。晩年を教会とともに過ごす。
弓子さん
総領事の妻。ギー兄さんの義母。
K伯父さん
森の谷間の村出身の小説家。時折サッチャンの相談にのる。
アサさん
K伯父さんの妹。教会に協力する。
ザッカリー・K・高安
K伯父さんの旧友の息子。元音楽家。教会に参加する。
泉さん
国際的なピアニスト。教会に参加する。
ミツ
元月刊紙の編集者の女性。教会に参加する。
ター
元カメラマン助手。教会に参加する。
亀井さん
谷間の村の近隣住民で、元は教会を糾弾していたが改悛して教会に参加する。
伊能三兄弟（愛・育・英）
教会に参加した若者達。教会の農場を指導するようになる。
登君
ギー兄さんの手かざしで心臓病を癒された少年。
カジ
ギー兄さんの手かざしの甲斐なく小児癌で亡くなった少年。カジの死で教会への糾弾が始まる。
ジン
知的障害のある少年。ギー兄さんが面倒をみている。
松男さん
谷間の村の寺の住職。ギー兄さんにより緑内障を癒される。「巡礼団」のリーダーとなる。
花田記者
教会に批判的な新聞記者。教会批判の特集記事を書く。
マユミさん
サッチャンが一時、教会を離脱した際の性的な冒険の相手。シモーヌ・ヴェイユの考えをサッチャンに紹介する。

## その他
- 『100分de名著』 - NHKEテレの番組。（2019年9月に小野正嗣を解説者として本書がとりあげられている）